# Eleições legislativas na Rússia em 1990
As eleições legislativas na Rússia realizaram-se a 4 de março de 1990.
Estas foram as únicas eleições livres e democráticas realizadas para o Congresso dos Deputados da República Socialista Federativa Soviética da Rússia, ainda parte da União Soviética.
Apesar de oficialmente só o Partido Comunista da União Soviética ser legal, as eleições foram competitivas em vários distritos eleitorais com diversos candidatos da oposição a concorrerem e a ganharam diversos assentos, com o movimento Rússia Democrática a ganhar 190 assentos. Mesmo entre deputados eleitos pelo PCUS, vários deles iriam abandonar os comunistas para se juntarem à oposição democrática como foi o caso de Boris Yeltsin.
Em 1991, o Partido Comunista foi banido e a União Soviética desapareceu.

## Resultados oficiais
| Partido      | Partido                              | %            | Deputados     |
| ------------ | ------------------------------------ | ------------ | ------------- |
|              | Partido Comunista da União Soviética | 86,0 / 100,0 | 920 / 1 068   |
|              | Independente                         | 14,0 / 100,0 | 148 / 1 068   |
| Participação | Participação                         | 77,0 / 100,0 | 1 068 / 1 068 |